# Chiesa del Sacro Cuore (Treviolo)
La chiesa del Sacro Cuore è la parrocchiale di Roncola frazione di Treviolo in provincia e diocesi di Bergamo; fa parte del vicariato di Dalmine-Stezzano.

## Storia
La storia della località Roncola è documentata dal Quattrocento con l'amministrazione retta da due sindaci, faceva parte della comunità posta sul versante destro della Valle Imagna.
Una piccola cappella risulta essere presente ma solo dal 1773 e non aveva abbastanza entrate per potere tenere accesa la lampada a olio e potervi conservare il Santissimo Sacramento. La cappella campestre era sicuramente insufficiente quando iniziò ad aumentare la popolazione, e l'incremento demografico portò l'amministrazione cittadina a decidere nei primi anni del Novecento di edificare un nuovo edificio di culto. La posa della prima pieta fu benedetta l'11 marzo 1922 da don Pietro Dolci arciprete di Lallio.
L'edificazione fu molto veloce, l'anno successivo la chiesa era ormai ultimata e il 16 settembre 1923, in occasione delle solennità padronali celebrate a Treviolo, si procedette alla solenne benedizione dell'edificio, impartita dai vescovi Pietro Calchi Novati, ordinario di Bobbio e Giuseppe Rovetta titolare della Diocesi di Cassano all'Jonio.
La chiesa fu elevata a parrocchia il 16 ottobre 1956 con decreto del vescovo Giuseppe Piazzi.
L'edificio fu ultimato con la posa dell'altare maggiore, delle finestre nel presbiterio atte a illuminare il coro e il 12 febbraio 1969 il vescovo di Bergamo Clemente Gaddi consacrò il nuovo altare donando le reliquie dei santi Giacomo e Vincenzo che furono sigillate nella mensa.

## Descrizione
La chiesa è anticipata su tre lati da sagrato delimitato da pilastrini in pietra e da un piccolo porticato che collega con la facciata. Questo a pianta quadrata ha quattro pilastrini con tre aperture frontali e due laterali, che reggono il tettuccio. La facciata divisa su due sezioni da una cornice marcapiano e tripartita da quattro lesene in muratura, presenta nella parte inferiore centrale il portico e la sezione superiore un'apertura rettangolare atta a illuminare l'aula.
L'interno della chiesa a pianta rettangolare e unica navata, si sviluppa su tre campate da lesene complete di alta zoccolatura e terminante con piccolo capitello che reggono il cornicione che percorre tutta l'aula. Vi sono gli altari dedicati alla Madonna del Santo Rosario e del Sacro Cuore. Le campate non si presentano nelle medesime dimensioni e sono leggermente sfondate. Il presbiterio rialzato da tre gradini, è anticipato dall'arco trionfale, e termina con il coro absidato con volta a catino.